# Estádio Renato Silveira
Estádio Renato Silveira – stadion piłkarski, w Palhoça, Santa Catarina, Brazylia, na którym swoje mecze rozgrywa klub Sociedade Esportiva Recreativa e Cultural Guarani.